# Matt Hires
Pour les articles homonymes, voir Hires.
Matt Hires (né à Tampa, Floride, États-Unis le 5 août 1985) est un chanteur américain au style pop rock.

## Biographie

### Carrière musicale

#### Take Us To The Start (2009-actuellement)
Le 28 juillet 2009, Hires a sorti son premier album studio aux États-Unis, Take Us To The Start, dont le premier titre extrait est Honey Let Me Sing You A Song. L'album comporte une chanson, You in The End, coécrit avec ma chanteuse Sara Bareilles. Deux titres de l'album ont servi aux séries télévisées Grey's Anatomy et son spin-off Private Practice.

## Discographie

### Albums
- Take Us To The Start (2009)
- This World Won't Last Forever, But Tonight We Can Pretend (2013)
- American Wilderness (2017)

### Singles
- Honey, let me sing you a song (2009)
- Restless Heart (2013)